# Philippe Bardy
Pour les articles homonymes, voir Bardy.
Philippe Bardy, né le 19 septembre 1955, est un acteur et scénariste français.

## Filmographie

### Acteur
- 1983 : En cas de guerre mondiale, je file à l'étranger de Jacques Ardouin
- 1984 : Le voyageur Aline Issermann
- 1988 : Tancrède le Croisé François Caillat
- 1991 : Ostrova Louis-Jean Gorry
- 1995 : Jefferson in Paris James Ivory
- 1996 : Sous le soleil
- 1996-1997 : Embarquement Immédiat Aline Issermann
- 1997 : PJ Gérard Vergez
- 1997-1998-1999 : La Kiné Aline Issermann
- 2000 : La crim'2 Dennis Berry
- 2000 : Julie Lescaut (TV), épisode 6 saison 9, Destins croisés d'Alain Wermus : médecin Franck
- 2001 : Les enfants d'abord d'Aline Issermann
- 2003 : L'Aubaine d'Aline Issermann
- 2004 : Avocats et Associés
- 2004 : Maigret (Maigret et le clochard) Laurent Heynemann
- 2005 : Le Couperet Costa-Gavras
- 2005 : Ils voulaient tuer de Gaulle Jean-Teddy Filippe
- 2005 : Par la grande porte Laurent Jaoui
- 2006 : Les Amants du Flore de Ilan Duran Cohen
- 2006 : Célibataires Jean-Michel Verner
- 2006 : Femmes de loi Clichés meurtriers
- 2006 : Paris Brigade Criminelle
- 2006-2007 : Joséphine, ange gardien - épisode Loto gagnant, crise de larmes
- 2007 : Cellule Identité
- 2008 : R.I.S Police scientifique
- 2008 : Vénus et Apollon
- 2008-2009 : Seconde Chance
- 2010 : Vagues Sauvages Ulli Baumann
- 2011 : le bonheur n'arrive jamais seul James Huth
- 2012-2015 : Plus belle la vie : rôle de Maître Klébert

### Réalisateur
- 2007 : Kamikaze clip Khalis
- 2008 : Maman clip Khalis

### Scénariste
- 1994 : Le Trésor d'Agra adaptation d'une nouvelle de Conan Doyle, Le Signe des quatre Feuilleton de 10×27 minutes France Culture réalisation Jean-Jacques Vierne
- 1995 : Brixton road adaptation d'une nouvelle de Conan Doyle, L'Étude en rouge Feuilleton de 10X27 minutes France Culture réalisation Évelyne Fremy
- 1996 : Le Maître du Silence histoire originale d'après les personnages de Conan Doyle Feuilleton de 10×27 minutes France Culture réalisation Jean Couturier
- 1998 : La Terre des Autres script doctor, 6×90 minutes France 2
- 1999 : Commissaire Meyer (épisode Le Secret de St Adelphe série télévisée France 3)
- 2002 : La Maison des enfants 3×90 minutes, épisode 3 France 2

## Théâtre
- 1976 : Ondine de Jean Giraudoux mise en scène Nadine Mougenot (Festival des jardins de Lafontaine)
- 1977 : La Ménagerie de verre de Tennessee Williams mise en scène Suzanne Desmond (Montpellier)
- 1978 : Les Jumeaux étincelants de René de Obaldia mise en scène Suzanne Desmond (Montpellier)
- 1978 : Poivre de Cayenne de René de Obaldia mise en scène Suzanne Desmond (Montpellier)
- 1979 : Ali Baba et les 40 voleurs de André Crocq mise en scène André Crocq (Montpellier)
- 1980-1981 : Les Deux Jumeaux vénitiens de Goldoni mise en scène Suzanne Desmond
- 1983 : Le Malade imaginaire de Molière mise en scène Anne Raphaël (théâtre du Gymnase, Paris)
- 1985 : Alexandre le Grand de Racine mise en scène Adel Hakim et Elisabeth Chailloux (tournée européenne)
- 1986 : Caligula de Camus mise en scène François Carasson (Montpellier)
- 1989 : Ruy Blas de Victor Hugo mise en scène Xavier Dome (Bruxelles)
- 1990 : La Fausse Suivante de Marivaux mise en scène Pascal Jouan (théâtre de la Cité universitaire)
- 1993 : Jacques le Fataliste de Diderot mise en scène Jean Menaud (Théâtre 14)
- 1993-1994 : Je m'appelais Marie-Antoinette mise en scène Robert Hossein (palais des sports de Paris)
- 2006 : Thomas More de Robert Bolt mise en scène Sophie Iris Aguettant (Le Trianon, Paris et tournée)
- 2012 : Piège à Matignon de N. Marquet, J-P. Pernaud et J-C. Islert mise en scène Éric Civanyan (théâtre du Gymnase repris au théâtre Daunou

## Autre
- 1995 : coach de Sergio Castellitto pour Le Cri de la soie film d'Yvon Marciano